# Partit dels Treballadors (Brasil)
El Partit dels Treballadors o PT (en portuguès: Partido dos Trabalhadores) és un partit polític brasiler de centreesquerra o socialdemocràtic, un dels més importants del país per nombre d'afiliats i de congressistes, i el que més vegades ha guanyat les eleccions a la presidència del país, en cinc ocasions.

## Història
El PT sorgí del sindicalisme espontani d'obrers de São Paulo a finals dels anys 70. Des de la seva fundació, el febrer de 1980, representa la defensa del socialisme com a forma d'organització social, mantenint-se lluny de corrents comunistes.
Des de la restauració democràtica, el PT va esdevenir la principal força d'oposició als governs de centredreta que dirigien el país. El seu líder, Luiz Inácio Lula da Silva, va encapçalar la llista del partit a la presidència del govern en les eleccions de 1989, sent derrotat pel candidat del PRN, Fernando Collor de Mello; i en les de 1994 i 1998 (guanyades per Fernando Henrique Cardoso, del PSDB).
En la seva quarta candidatura, Lula finalment va guanyar les eleccions del 2002, victòria atribuïda al descrèdit dels votants respecte les vigents polítiques de centredreta i al gir que el PT va fer cap a una esquerra més moderada. L'any 2005 va patir un fort cop en ser acusats de corrupció diversos membres del seu partit, donant lloc a l'escàndol de les mensualitats.

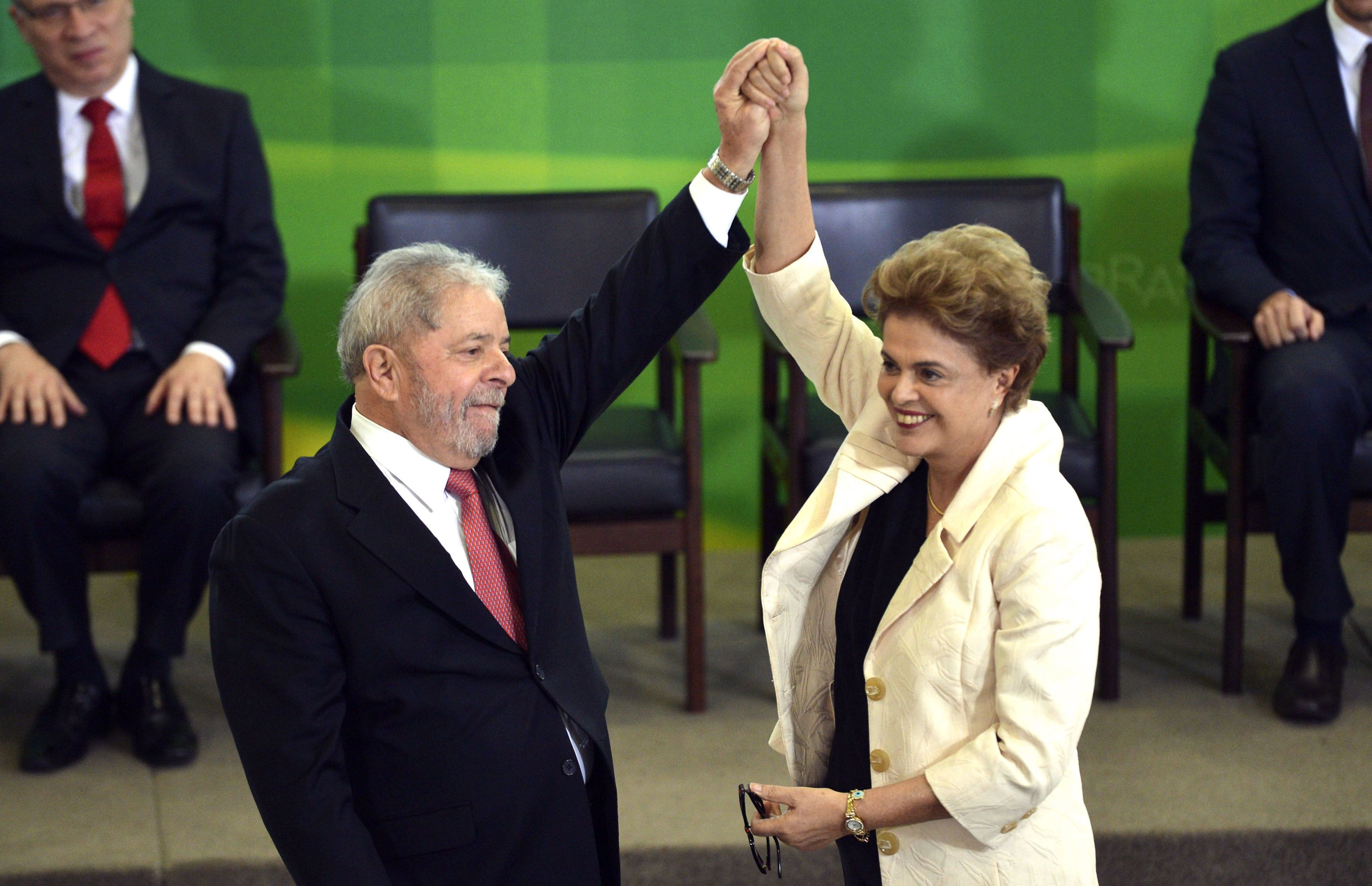
Els dos presidents petistas, 2014.

Lula va ser reelegit quatre anys després, però va renunciar a presentar-se a un tercer mandat, cedint la posició a Dilma Rousseff. Tot i les acusacions de corrupció que el PT rebia amb freqüència, Rousseff va fer doblet, guanyant les eleccions de 2010 i de 2014. Però, el 2015, va fer-se publica la investigació policial coneguda com Operació Lava Jato. La implicació del partit en un esquema de corrupció que afectava grans empreses públiques com Petrobras, va fer saltar el govern. El procés d'impeachment de Dilma Rousseff va concloure amb el relleu al Palau del Planalto pel seu vicepresident, Michel Temer.
Els escàndols del partit i el terratrèmol del cessament de Rousseff va desestabilitzar el PT de cap a cap, i en les municipals de 2016 van perdre el 60% de les alcaldies que governaven. L'expresident Lula da Silva va declarar el desig de presentar-se novament a les eleccions de 2018, però va ser detingut i empresonat preventivament en el marc de les investigación del cas Lava Jato i impedit de participar en els comicis. Així, el que havia de ser candidat a la presidència, l'exbatlle de São Paulo, Fernando Haddad, va substituir da Silva al capdavant de la campanya, acompanyat per Manuela d'Ávila. Haddad va superar el primer torn, però va ser derrotat en la segona màniga per un emergent Jair Bolsonaro, trencant la sèrie de quatre victòries petistas consecutives.
Els recursos presentats contra l'empresonament de Lula van donar els seus fruits. L'exsindicalista va ser posat en llibertat i els càrrecs que el van dur a presó van ser retirats per manca de proves. Així, el maig de 2021 va recuperar els drets de representació política i d'immediat va anunciar que es presentaria de nou a la Presidència. La nova llei electoral brasilera, vigent des de 2021, que restringeix la capacitat dels partits minoritaris, va comportar la creació de noves formacions federades. El Partit dels Treballadors va anunciar que en les eleccions presidencials del Brasil de 2022 lideraria la federació Brasil de l'Esperança, unint forces amb el Partit Comunista del Brasil i el Partit Verd. Després de les generals, el grup BdE va passar a tenir 81 diputats federals i 9 senadors, a més de passar a governar el país per cinquena vegada gràcies a la victòria de Lula da Silva sobre Bolsonaro.